# Economía de San Vicente y las Granadinas
La economía de San Vicente depende en una gran medida de la agricultura. El cultivo de la banana representa un 60% del empleo y un 50% de las exportaciones. Está muy fuerte dependencia de un solo cultivo hace que la economía sea vulnerable a múltiples factores externos. Los agricultores de banana de San Vicente poseen acceso preferencial al mercado europeo. Dado que la Unión Europea ha anunciado que dicho acceso preferencial será discontinuado, es que la diversificación de la actividad económica se torna una prioridad para San Vicente. 
El turismo ha crecido, convirtiéndose en un elemento importante de la actividad económica. En 1993, el turismo desplazó a las exportaciones de banana como el principal elemento generador de ingreso de divisas. Las Granadinas se han convertido en un mercado favorito de los fanáticos con altos niveles de ingreso que practican el yachting. La tendencia de crecimiento del turismo es muy probable continúe. En 1996, se inauguraron nuevos atracaderos y amarraderos para cruceros y buques, con el consecuente aumento de la cantidad de pasajeros arribados. En 1998, arribaron un total de 202,109 visitantes, la mayoría de los turistas provinieron de otros países del Caribe y el Reino Unido. 
San Vicente y las Granadinas se benefician de la U.S. Caribbean Basin Initiative. El país forma parte de la Comunidad del Caribe (CARICOM), que ha firmado un acuerdo marco con Estados Unidos para promover el comercio y las inversiones en la región. 
La emisión de sellos postales, principalmente destinado al coleccionismo filatélico, es también una importante fuente de ingreso para su economía.

## Datos económicos
Entre sus industrias se destacan: procesamiento de alimentos, producción de cemento, fabricación de muebles, textil y producción de almidón.
Su producto bruto nacional fue estimado en el año 2002, en 342 millones de dólares.
Las exportaciones para el año 2004 totalizaron 37 millones de dólares norteamericanos, los principales destinos de las exportaciones fueron Francia 49.9%, Italia 20.8%, Grecia 10.9%, USA 4.2%. 
Su moneda es el dólar del Caribe Oriental (tipo de cambio 2.7 por US$ desde 1976).